# Tornassolada petita
La tornassolada petita (Apatura ilia) és una espècie de lepidòpter papilionoïdeu de la família dels nimfàlids (Nymphalidae) present als Països Catalans.

## Distribució
Es troba al centre i sud d'Europa (tot i que més dispersament al sud), Caucas, sud dels Urals, nord-oest del Kazakhstan i nord-est de la Xina. A la península Ibèrica es troba a Minho (Portugal), Serralada Cantàbrica, Osca i nord de Catalunya, essent més abundant en aquest darrer lloc.

## Descripció

### Imago
Envergadura alar d'entre 55 i 60 mm. Similar a Apatura iris, es diferencia fàcilment d'aquesta per la presència d'un ocel marró normalment ben definit a s2 de l'anvers de les ales anteriors i per la banda discal blanca, menys definida al revers de les ales posteriors i sense projecció a s4 l'anvers; també és més petita que A. iris.
Dimorfisme sexual accentuat. Els mascles destaquen pel reflex blau marí de les seves ales anteriors quan hi incideix la llum, mentre que les femelles només tenen el color negre opac. Als anversos d'ambdós sexes presenten un ocel marró a cada ala i franges blanques. Els reversos, amb tonalitats marrons, estan dissenyats per a la cripsi, imitant una superfície amb fulles seques. Hi ha diverses formes prou diferents a la descrita, en les que predominen colors marrons i taronges.

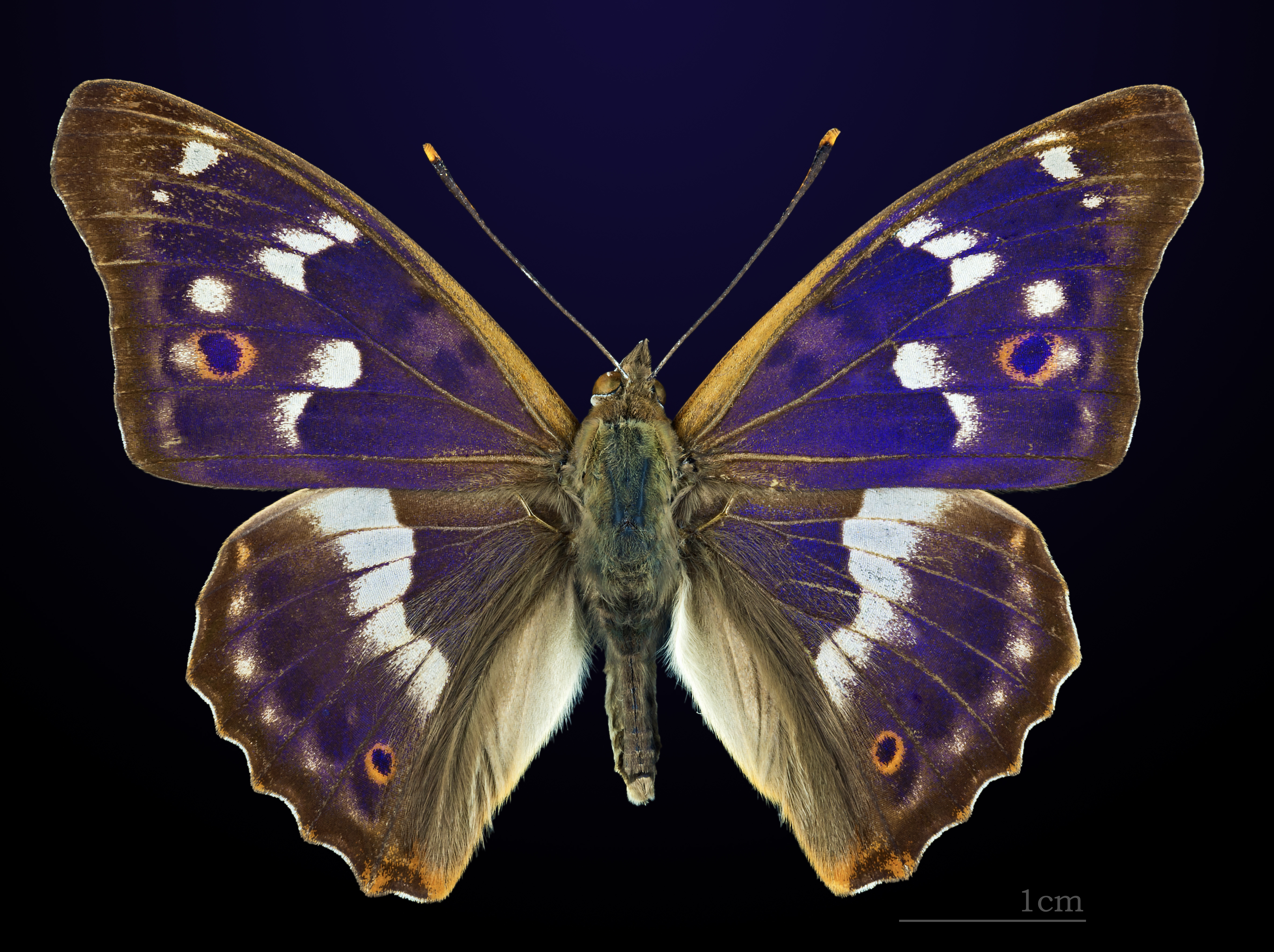
♂ Tornassolada petita
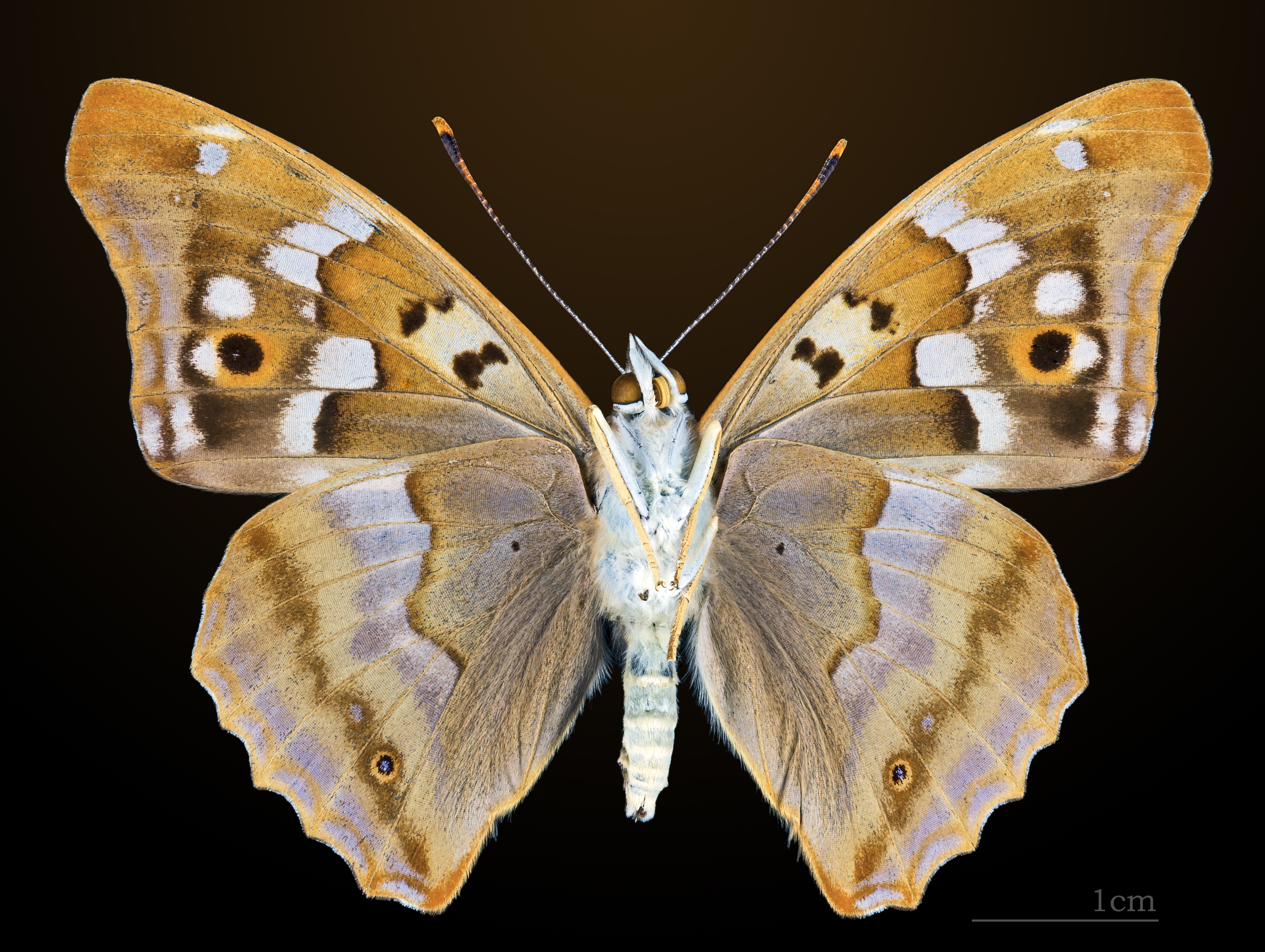
♂ △ Tornassolada petita

### Eruga
Fins a 50 mm de longitud. La seva forma és similar a la d'un llimac; verd clara, tot i que quan és jove també pot ser marró. Del cap en surten dues banyes de color ocre, to que s'estén formant una línia una mica més enllà d'aquestes. Presenta dues franges ocres obliqües, no gaire grans, a mitja llargària del cos, que acaba en una punta vorejada del mateix color ocre.

## Hàbitat
Clars de boscos caducifolis i boscos de ribera, sempre on creixi abundantment la planta nutrícia de l'eruga. Aquesta s'alimenta Populus tremula, Populus alba, Populus nigra, Salix alba, principalment.

## Període de vol i hibernació
Pot haver-hi una generació a l'any, entre finals de maig i juliol, o dues, la primera al juny i la segona entre agost i setembre. Hibernació com larva jove.

## Comportament
Els adults se senten atrets per fang, fruites podrides, saba d'arbres, excrements de carnívors, suor humana, quitrà calent i vapors de petroli, ja que no s'alimenten de nèctar de flors. Acostumen a descansar a les fulles dels arbres a uns metres del terra.